# عبدالجواد تونی

ملا عبدالجواد تونی معروف به حکیم خراسانی و مدرس کبیر، عالم و فقیه و ریاضیدان و مدرس مشهور دوره قاجاریه است.

## زندگی‌نامه
ملا عبدالجواد در تون دیده به جهان گشود. پدرش محمد علی بن احمد تونی از عالمان بزرگ دوران خویش بوده است. آخوند ملا عبدالجواد به تحصیل مقدمات علوم حوزوی و علوم عقلی نزد اساتیدی همچون آخوند ملا علی نوری، شیخ محمدابراهیم کلباسی وشیخ محمدتقی رازی پرداخت.
شیخ آقا بزرگ تهرانی، صاحب الذریعه می‌گوید او عالمی محقق، فقیه اصولی، دارای تبحر و اطلاعات کافی و وسیع در فنون اسلامی بود و در تدریس کتاب قانون ابن سینا شهرت داشت. صاحب الماثر و الاثار او را مدرس کبیر می‌نامد و می‌گوید که ملا عبدالجواد ازعلما مشهور اصفهان در فقه، ریاضیات طب و اصول است.
بنا به قول گوبینو وزیر مختار فرانسه در ایران در کتاب سه سال در آسیا، وی در موسیقی خیلی ورزیده بود و تار را خیلی خوب می‌نواخت؛ ولی به جهت حرمت موسیقی هنر خود را پنهان می‌کرد.
ملا عبدالجواد در ماه صفر ۱۲۸۱ ه. ق در اصفهان درگذشت و در تخت فولاد به خاک سپرده شد.

## شاگردان
ملا عبدالجواد در حوزه علمیه اصفهان به تدریس علوم عقلی پرداخت جمعی از طلاب در حوزه او تربیت شدند که مشهورترین آنها می‌توان به ابوالحسن جلوه، شیخ الشریعه اصفهانی، آخوند ملا محمد کاشانی و جهانگیر خان قشقایی اشاره کرد.